# Concatedral basílica de San Pablo (Alatri)
La Concatedral Basílica de San Pablo o simplemente catedral de Alatri (en italiano: Basilica Concattedrale di S. Paolo Apostolo') Es una catedral católica en Alatri, Lazio, Italia, dedicada a San Pablo. Era antes la catedral principal de la diócesis de Alatri. Desde el 30 de septiembre de 1986 es una co-catedral de la diócesis de Anagni-Alatri. El papa Pío XII la declaró basílica menor el 10 de septiembre de 1950.
La catedral fue construida sobre lo que una vez fue el centro de la acrópolis de Alatri en medio los restos de un antiguo santuario de los Hernici y de un templo dedicado a Saturno. Las referencias a una catedral se remontan a la primera mitad del siglo XI: aquí se documenta un capítulo catedralicio en 930. Bajo el papa Inocencio II (1130-1143), probablemente en 1132, las reliquias del papa santo martirizado, Sixto I fueron traídas a esta iglesia, y por ello la catedral fue restaurada: el altar principal fue terminado en 1156. Otras obras ocurrieron a través del siglo XIII, cuando en honor de la visita del papa Honorio III fueron modificados.
Durante el siglo XVI las paredes interiores fueron pintadas con frescos de los episodios de las reliquias de san Sixto, ahora escondidos por las obras modernizadoras de los siglos XVII y XVIII que crearon la catedral como luce hoy. La fachada actual y el campanario de Jacopo Subleyras se añadieron entre 1790 y 1808. Finalmente, en 1932 la capilla de San Sixto fue construida para albergar las reliquias de san Sixto, en conmemoración del 800 aniversario De su llegada a Alatri.

## Véase también

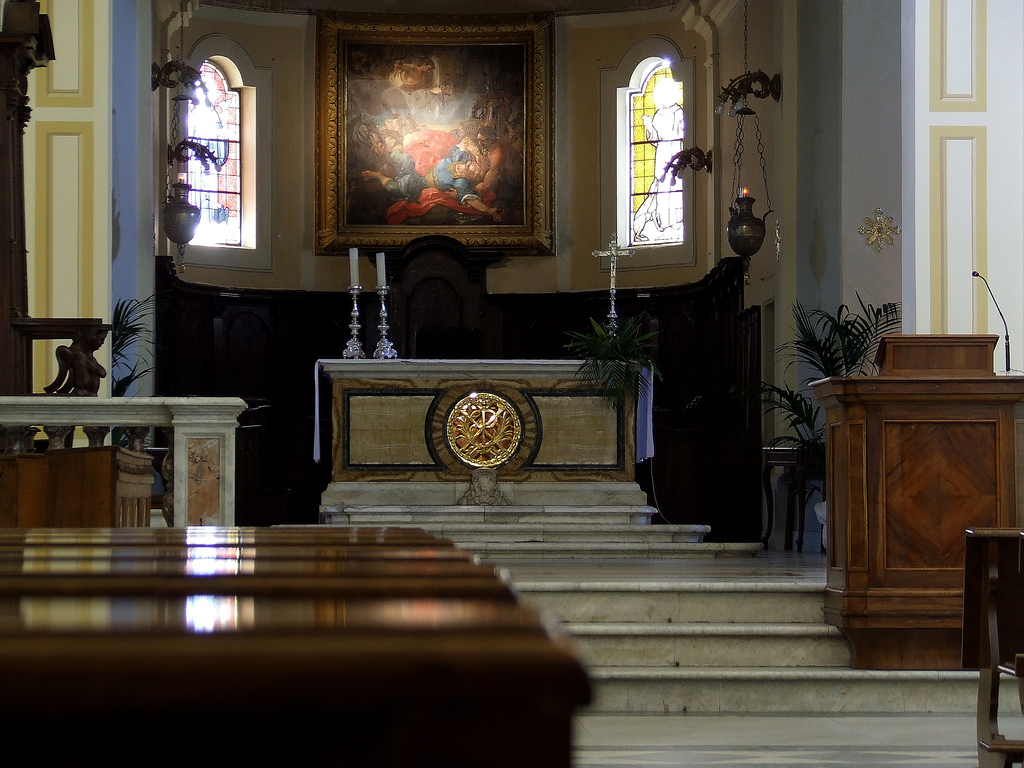
Vista interna